# Artemisia nitida
L'assenzio lucido (nome scientifico  Artemisia nitida  Bertol., 1832) è una specie di pianta angiosperma dicotiledone della famiglia delle Asteraceae (sottofamiglia Asteroideae, tribù Anthemideae (Asian-southern African grade) e sottotribù Artemisiinae).

## Etimologia
Il nome Artemisia, di etimologia incerta, è ricondotto alla dea greca della caccia Artemide, o secondo un'altra ipotesi alla regina Artemisia († 350 a.C.), succeduta sul trono di Caria al fratello e consorte Mausolo; si ipotizza inoltre un riferimento al greco artemes (“sano”), con allusione alle proprietà medicamentose delle piante del genere.. L'epiteto specifico (nitida) è derivato dal latino che significa "splendente, lucente, biancastro".
Il nome scientifico della specie è stato definito dal botanico Antonio Bertoloni (1775-1869) nella pubblicazione " Mantissa Plantarum Florae Alpium Apuanarum" ( Mant. Pl. Fl. Apuan. 53) del 1832.

## Descrizione

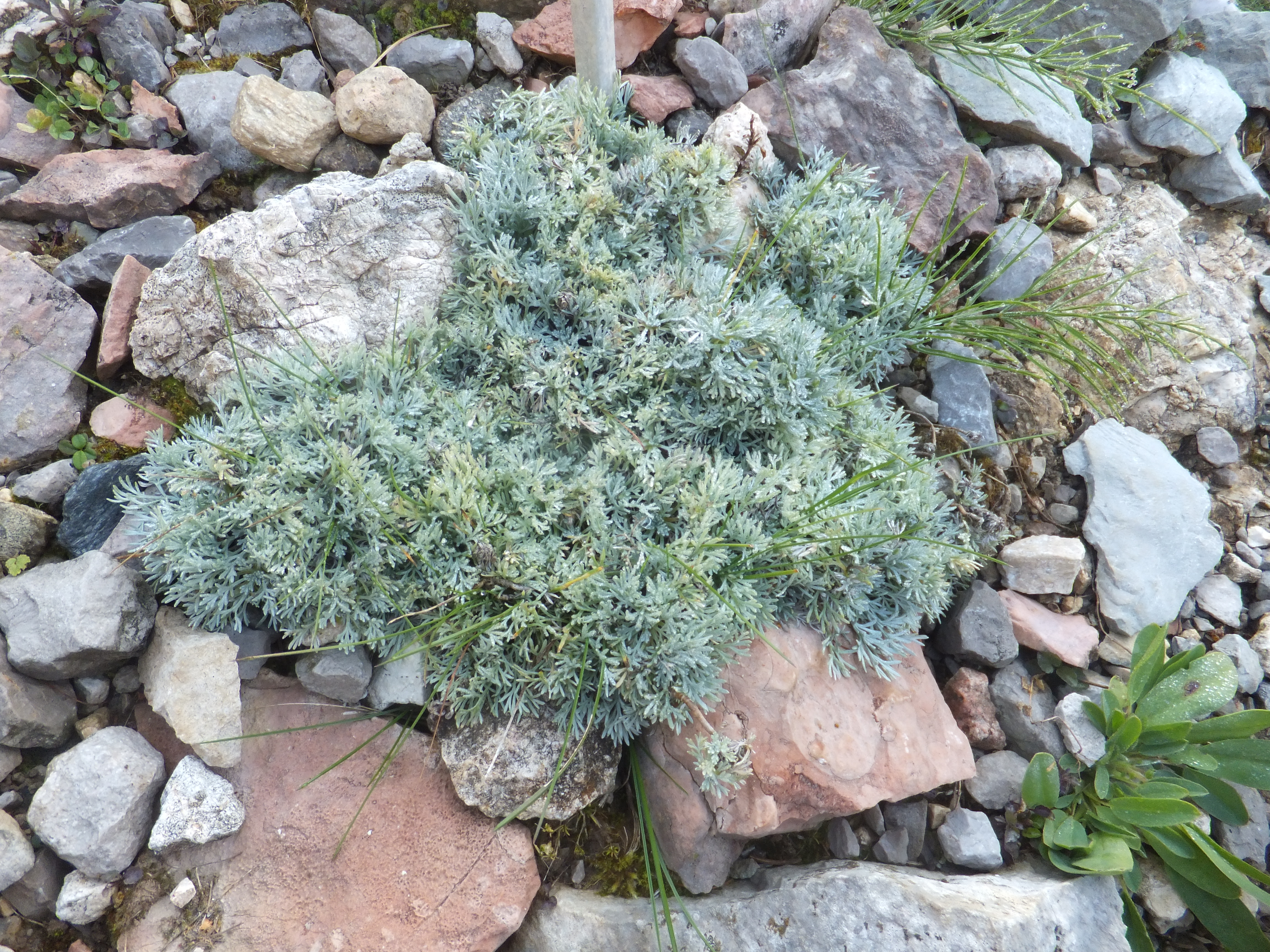
Il portamento

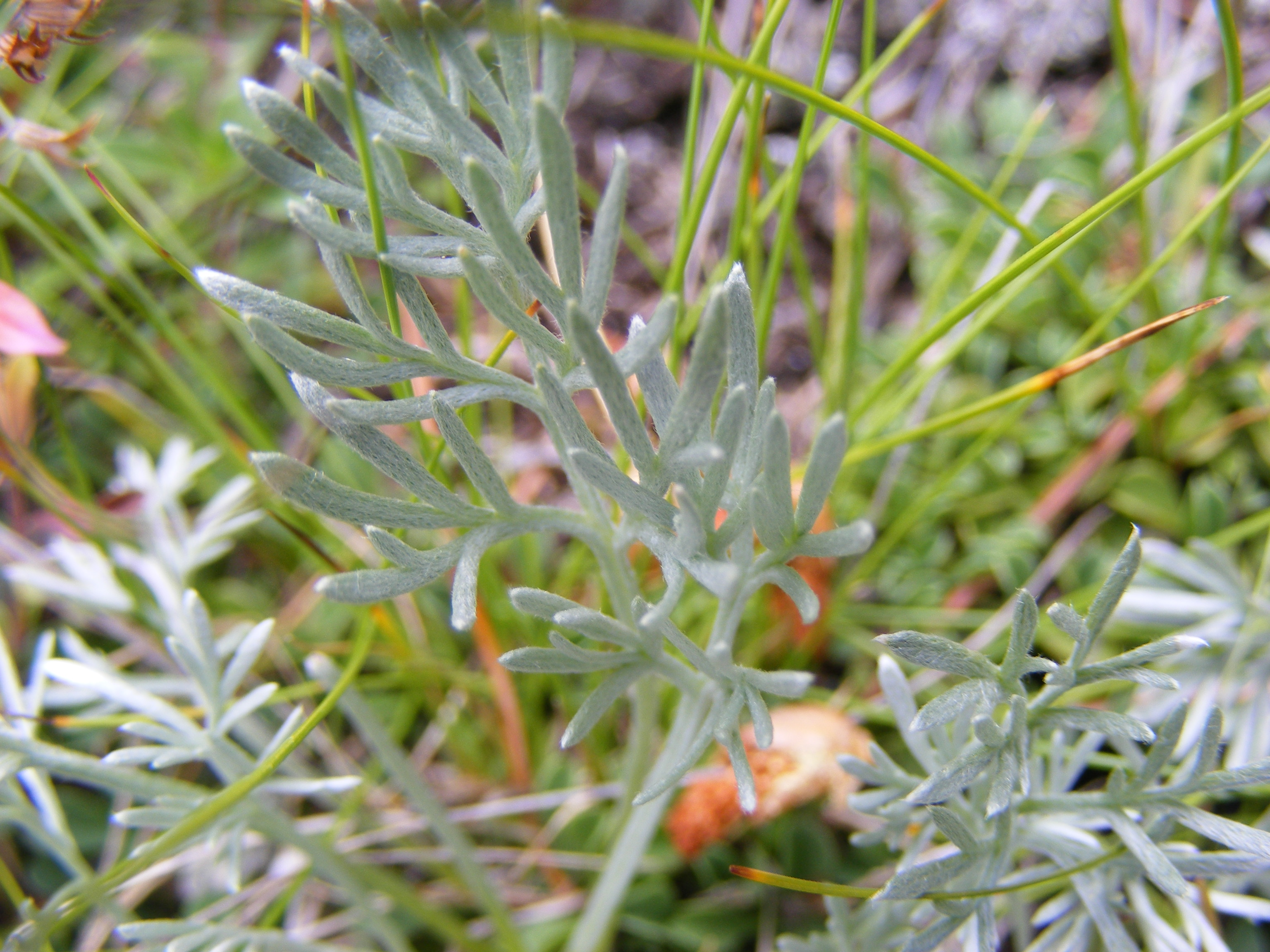
Le foglie

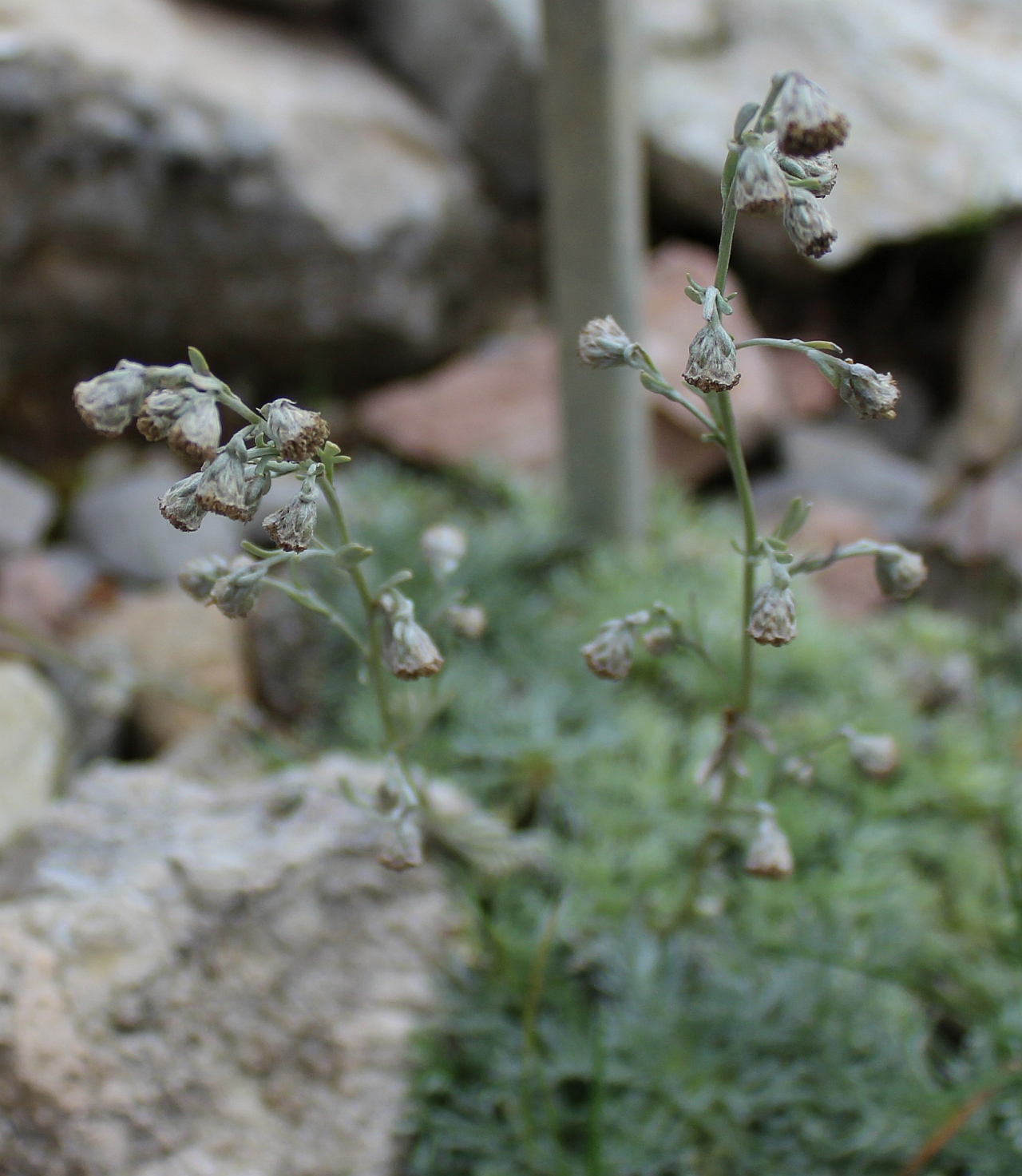
Infiorescenza

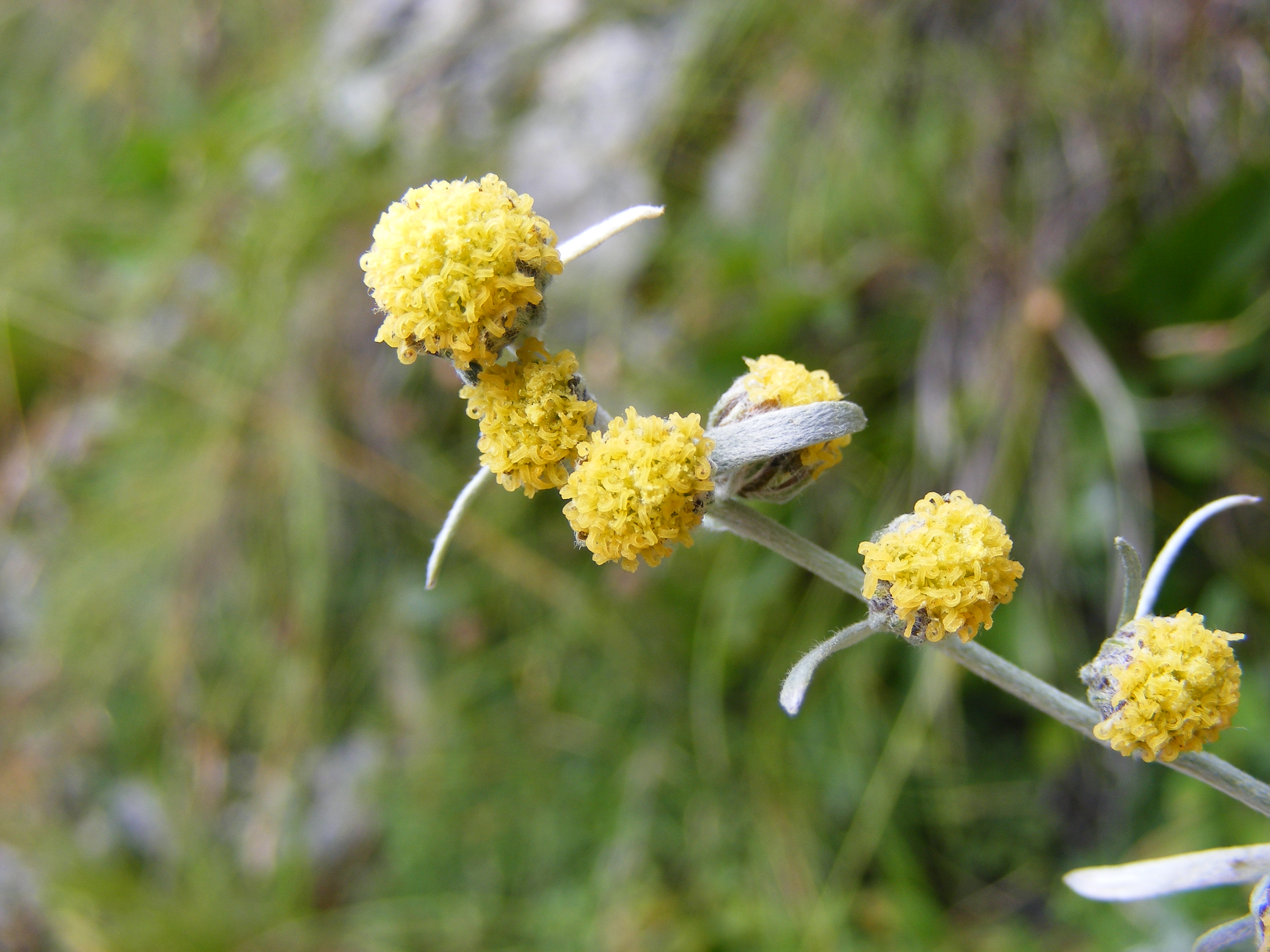
I fiori

Portamento. La specie di questa voce ha un habitus di tipo erbaceo perenne. La forma biologica è camefita suffruticosa (Ch suffr), sono piante perenni e legnose alla base, con gemme svernanti poste ad un'altezza dal suolo tra i 2 ed i 30 cm (le porzioni erbacee seccano annualmente e rimangono in vita soltanto le parti legnose). Sono possibili altre forme biologiche come emicriptofita rosulata (H ros).
Radici. Le radici sono secondarie da rizoma o da fittone e sono colorate di color marrone.
Fusto. L'indumento consiste in brevi peli ghiandolari (medifissi o basifissi a forma di "T") e si presenta colorato di bianco-argento. La parte aerea del fusto è eretta (raramente i fusti sono slanciati), molto ramificata con diversi capolini terminali (cespuglietto nano). I fusti alla base sono legnosi e reptanti. Altezza media: 10 - 30 cm.
Foglie. Sono presenti sia foglie basali (con picciolo di 1,4 cm e lamina 2-3-pennatosetta) che cauline (quelle superiori avvolgono i capolini). La disposizione delle foglie lungo il fusto è alternata. Le foglie cauline sono progressivamente più ridotte e più semplici (semplicemente pennate).
Infiorescenza. Le sinflorescenze sono formate da numerosi capolini raccolti in racemi unilaterali. Le infiorescenze vere e proprie sono composte da un capolino terminale peduncolato di tipo disciforme. I capolini sono formati da un involucro, con forme cilindriche, composto da 2 a 20 brattee, al cui interno un ricettacolo fa da base ai fiori del disco (quelli del raggio qui sono assenti). Le brattee, con una forma largamente lanceolata, acute e a consistenza erbacea, sono disposte in modo più o meno embricato su più serie. Il ricettacolo è nudo ossia senza pagliette a protezione della base dei fiori; la forma è piatta. Lunghezza dei peduncoli: 2 - 10 mm. Dimensione dell'involucro: 3 x 5 mm. 
Fiori.  I fiori, da 15 a 40 per capolino, sono tetra-ciclici (formati cioè da 4 verticilli: calice – corolla – androceo – gineceo) e pentameri (calice e corolla formati da 5 elementi). Sono numerosi con forme brevemente tubulose (attinomorfe); sono ermafroditi. Possono essere divisi tra fiori solamente femminili (posti alla periferia) e fiori bi-sessuali (posti al centro) o funzionalmente maschili. 
- Formula fiorale:

*/x K {\displaystyle \infty }, [C (5), A (5)], G 2 (infero), achenio
- Calice: i sepali del calice sono ridotti ad una coroncina di squame.

- Corolla: le corolle dei fiori periferici sono affusolate con lembi più o meno ligulati o filiformi; le corolle di quelli più centrali sono pentalobate a forma deltata. Il colore della corolla varia da giallo a giallastro.

- Androceo: l'androceo è formato da 5 stami (alternati ai lobi della corolla) sorretti da filamenti generalmente liberi e sottili; gli stami sono connati e formano un manicotto circondante lo stilo. Le antere possono essere sia di tipo basifissa che medifissa (ossia attaccate al filamento per la base – nel primo caso; oppure in un punto intermedio – nel secondo caso).[13] Questa caratteristica ha valore tassonomico in quanto distingue i generi gli uni dagli altri. Normalmente le antere variano da ottuse (arrotondate) a leggermente appuntite alla base (o anche caudate); in alcune specie le appendici sono triangolari, lineari o ellittiche. Il tessuto endoteciale (rivestimento interno dell'antera) non è polarizzato. Il polline è sferico con un diametro medio di circa 25 micron;  è tricolporato (con tre aperture sia di tipo a fessura che tipo isodiametrica o poro) ed è più o meno echinato (con punte sporgenti).

- Gineceo: l'ovario è infero uniloculare formato da 2 carpelli. Lo stilo (il recettore del polline) è profondamente bifido (con due stigmi divergenti) e con le linee stigmatiche marginali separate o contigue. I due bracci dello stilo hanno una forma troncata e possono essere papillosi o ricoperti da ciuffi di peli.

- Antesi: da agosto a settembre.

Frutti.  Il frutto è un achenio sprovvisto di pappo. La forma varia da ellissoide a obovoide ed è compressa ai lati. La parte apicale è rotondeggiante e priva di corona. Il pericarpo può possedere (oppure no) delle cellule mucillaginifere, mentre le sacche di resina sono assenti.

## Biologia
Impollinazione: tramite insetti (impollinazione entomogama tramite farfalle diurne e notturne).

Riproduzione: la fecondazione avviene fondamentalmente tramite l'impollinazione dei fiori.

Dispersione: i semi cadono a terra e vengono dispersi soprattutto da insetti come formiche (disseminazione mirmecoria). Un altro tipo di dispersione è zoocoria: gli uncini delle brattee dell'involucro (se presenti) si agganciano ai peli degli animali di passaggio che portano così i semi anche su lunghe distanze. Inoltre per merito del pappo (se presente) il vento può trasportare i semi anche per alcuni chilometri (disseminazione anemocora).

## Distribuzione e habitat

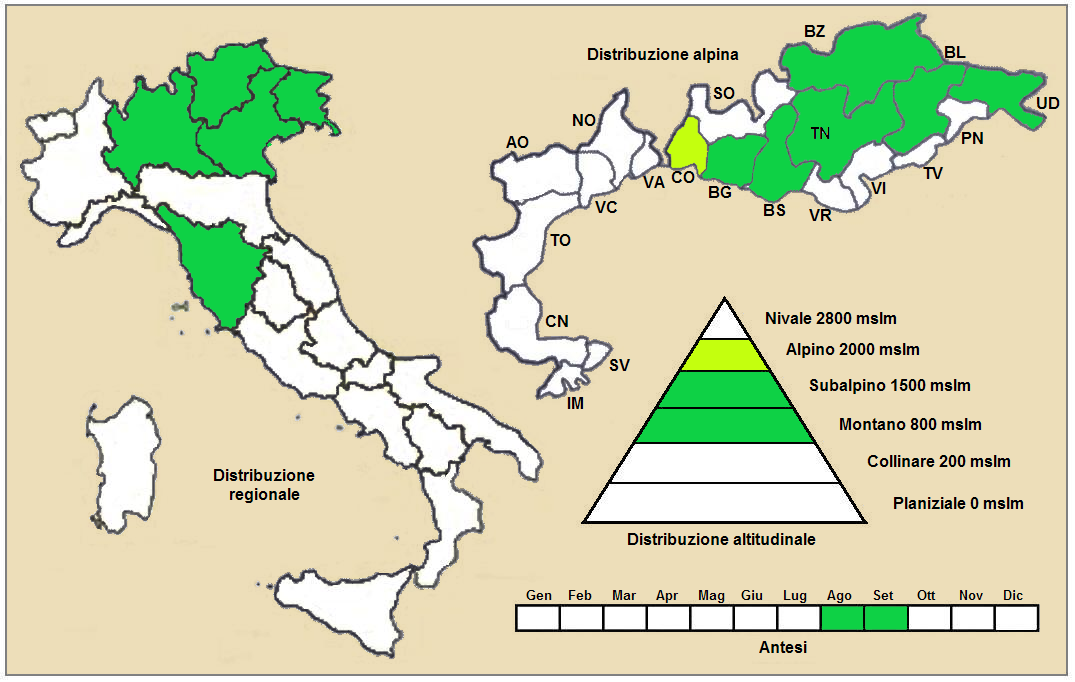
Distribuzione della pianta (Distribuzione regionale – Distribuzione alpina)

Geoelemento: il tipo corologico (area di origine) è  Endemico o anche Alpico orientale / Appenninico.
Distribuzione: in Italia questa specie (molto rara) si trova soprattutto nelle Alpi orientali (e quelle Apuane). Fuori dall'Italia, sempre nelle Alpi, questa specie si trova in Austria e Slovenia. 
Habitat: l'habitat tipico per queste piante sono le rupi soleggiate su rocce calcaree oppure eruttive. Il substrato preferito è calcareo con pH basico, bassi valori nutrizionali del terreno che deve essere secco. 
Distribuzione altitudinale: sui rilievi alpini, in Italia, queste piante si possono trovare fino a quote comprese tra 1.300 - 1.800 m s.l.m.; nelle Alpi frequentano quindi i seguenti piani vegetazionali: montano, subalpino e in parte quello alpino. 

## Fitosociologia

### Areale alpino
Dal punto di vista fitosociologico alpino Artemisia nitida appartiene alla seguente comunità vegetale:
Formazione: delle comunità delle fessure, delle rupi e dei ghiaioni
Classe: Asplenietea trichomanis
Ordine: Potentilletalia caulescentis
Alleanza: Potentillion caulescentis

### Areale italiano
Per l'areale completo italiano la specie di questa voce appartiene alla seguente comunità vegetale:
Macrotipologia: vegetazione sopraforestale criofila e dei suoli crioturbati.
Classe: Festuco-Seslerietea Barbéro-Bonin, 1969
Ordine: Seslerietalia caeruleae Br.-Bl. in Br.-Bl. & Jenny, 1926
Alleanza: Caricion austroalpinae Sutter, 1962
Descrizione. L'alleanza Caricion austroalpinae è relativa alle praterie primarie delle porzioni meridionali delle Alpi centro-orientali. Queste cenosi si sviluppano su versanti relativamente acclivi, con esposizioni relativamente fresche, su suoli a matrice prevalentemente calcarea. L'alleanza è endemica delle Alpi sud-orientali.
Specie presenti nell'associazione:  Carex sempervirens, Sesleria albicans, Sesleria caerulea, Achillea barrelieri, Allium ochroleucum, Artemisia nitida, Asperula aristata, Festuca alpestris, Festuca calva, Koeleria eriostachya, Laserpitium peucedanoides, Leucanthemum heterophyllum, Trifolium noricum, Horminum pyrenaicum, Helictotrichon parlatorei, Bupleurum ranunculoides, Ranunculus venetus, Pimpinella alpina, Jacobaea abrotanifolia, Crepis kerneri.
Altre alleanze e associazioni per questa specie sono:
- Globularienion incanescentis

## Sistematica
La famiglia di appartenenza di questa voce (Asteraceae o Compositae, nomen conservandum) probabilmente originaria del Sud America, è la più numerosa del mondo vegetale, comprende oltre 23.000 specie distribuite su 1.535 generi, oppure 22.750 specie e 1.530 generi secondo altre fonti (una delle checklist più aggiornata elenca fino a 1.679 generi). La famiglia attualmente (2021) è divisa in 16 sottofamiglie; la sottofamiglia Asteroideae è una di queste e rappresenta l'evoluzione più recente di tutta la famiglia.

### Filogenesi
Il gruppo di questa voce è descritto nella tribù Anthemideae, una delle 21 tribù della sottofamiglia Asteroideae). In base alle ultime ricerche nella tribù sono stati individuati (provvisoriamente) 4 principali lignaggi (o cladi); il genere  Artemisia (insieme alla sottotribù Artemisiinae) è incluso nel clade Asian-southern African grade.
Attualmente il genere, nell'ambito della flora spontanea italiana, è suddiviso in quattro sezioni e alcune sottosezioni. La specie di questa voce appartiene alla "Sezione II" (Absinthium) caratterizzata dai fiori del disco ermafroditi (i fiori periferici sono femminili), il ricettacolo pubescente e di tipo disciforme, l'indumento formato da peli medifissi, e alla "Sottosezione E" caratterizzata dalle foglie inferiori doppiamente triforcate. Altra specie della stessa sezione: Artemisia pedemontana Balb. (Assenzio lanato) e Artemisia glacialis L. (Assenzio genepì nero).
Più in generale (in base ad una analisi completa del genere) la specie di questa voce appartiene al sottogenere Absinthium  (Mill.) Less. (vedi "clade 7") caratterizzato da cicli biologici annuali, biennali o perenni con portamenti subarbustivi, foglie pennate, medie, sinflorescenze a pannocchie o racemi e capolini eterogami disciformi con ricettacolo pubescente oppure eterogami disciformi.
I caratteri distintivi della specie  Artemisia nitida sono:
- la pianta si presenta bianco-argentina;
- le brattee dell'involucro sono brevemente pubescenti (il margine bruno rimane in vista);
- l'infiorescenza si presenta unilaterale;
- i capolini contengono 15 – 40 fiori.

Il numero cromosomico delle specie di questa voce è: 2n = 54.

### Variabilità
La specie di questa voce è triploide (vedi il numero cromosomico) apomittica (riproduzione senza meiosi e gamia) e forma delle stirpi locali più o meno differenziate nella forma (depressa o molto sviluppata).

### Sinonimi
Sono elencati alcuni sinonimi per questa entità:
- Artemisia lanata W.D.J.Koch